# Hernandarias, Paraguay
Hernandarias este un oraș din departamentul Alto Paraná, Paraguay.